# Třída Enrico Toti
Třída Enrico Toti byla třída pobřežních diesel-elektrických ponorek italského námořnictva. Byly to první italské ponorky postavené od konce druhé světové války. Celkem byly postaveny čtyři jednotky této třídy. Ve službě byly v letech 1968–1997. Prototypová jednotka Enrico Toti se dochovala jako muzejní loď.

## Stavba
Prohraná druhá světová válka vedla k tomu, že Itálii bylo v letech 1948–1952 vlastnění ponorek zakázáno (díky benevolenci Spojenců si mohla ponechat jen dvě cvičné ponorky, označené jako jednotky pro dobíjení baterií). Nové akvizice pak tvořily vyřazené americké ponorky tříd Gato, Balao a Tench. Na konci 60. let sice Itálie zvažovala stavbu vlastních ponorek s jaderným pohonem, nedostatek financí však vedl k tomu, že nová třída Enrico Toti představovala malý pobřežní typ s konvenčním pohonem. Její vývoj spolufinacovaly USA v rámci programu NATO na stavbu malých ponorek (vzešly z něj i německé Typy 205 a 206). Všechny čtyři ponorky postavila loděnice Italcantieri (předtím Cantieri Riuniti dell'Adriatico – CRDA) v Monfalcone. Stavba probíhala od roku 1965 a do služby jednotlivé ponorky vstupovaly v letech 1968 a 1969.
Jednotky třídy Toti:
| Jméno                    | Založení kýlu | Spuštěna          | Vstup do služby | Poznámky                    |
| ------------------------ | ------------- | ----------------- | --------------- | --------------------------- |
| Attilio Bagnolini (S505) | 1965          | 26. srpna 1967    | 16. června 1968 | Vyřazena 1991.              |
| Enrico Toti (S506)       | 1965          | 12. března 1967   | 22. ledna 1968  | Vyřazena 1997, muzejní loď. |
| Enrico Dandolo (S513)    | 1967          | 16. prosince 1967 | 25. září 1968   | Vyřazena 1996.              |
| Lazzaro Mocenigo (S514)  | 1967          | 20. dubna 1968    | 11. ledna 1969  | Vyřazena 1993.              |

## Konstrukce

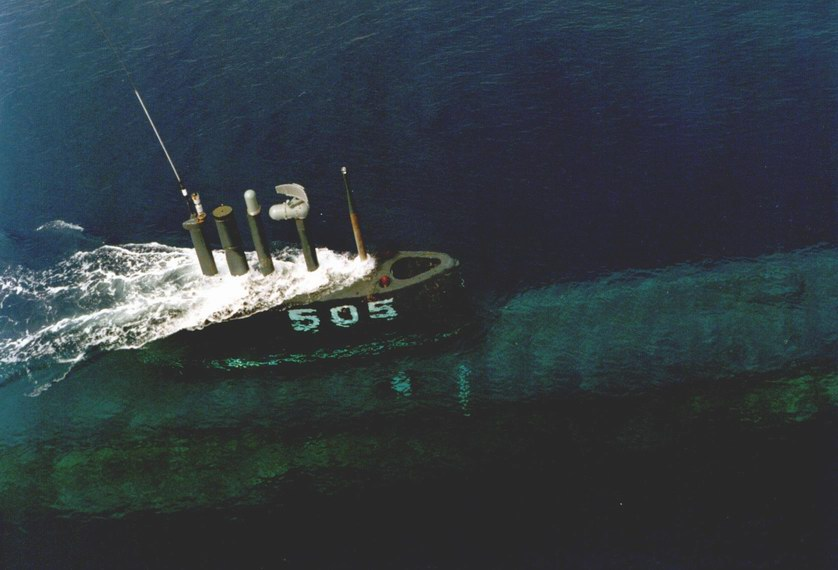
Ponořená ponorka Attilio Bagnolini (S505)

Při vývoji ponorek byl kladen velký důraz na jejich kompaktní rozměry, dobré manévrovací schopnosti a vysokou rychlost. Ponorky nesly radar BPS-704 a sonar IPD-64. Výzbroj tvořily čtyři 533mm torpédomety, ze kterých byla odpalována těžká torpéda naváděná vodičem typu Whitehead A184. Neseno bylo až osm torpéd či 12 námořních min. Pohonný systém tvořily dva diesely Fiat/Mercedes-Benz 820 N/1 a jeden elektromotor, pohánějící jeden lodní šroub. Ponorky dosahovaly rychlosti 9,7 uzlu na hladině a 14 uzlů pod hladinou. Dosah byl 3000 námořních mil při rychlosti 5 uzlů na hladině. Operační hloubka ponoru dosahovala 180 metrů.

### Modernizace
Roku 1972 byl instalován sonar MD-64.